# Dicranomyia (Glochina) pauli
Dicranomyia (Glochina) pauli is een tweevleugelige uit de familie steltmuggen (Limoniidae). De soort komt voor in het Palearctisch gebied.